# Gérard Sendrey
Gérard Sendrey (* 12. März 1928 in Bordeaux; † 22. Januar 2022) war Verwaltungsbeamter in Bordeaux und bis 1988 Bürgermeister in Bègles. Ab 1967 war er als Maler tätig und von 1989 bis 2009 Leiter des Musée de la Création Franche Bègles.

## Biografie
Gérard Sendrey wuchs in einer Familie auf, in der Kunst keine Rolle spielte. Dennoch zeigte er schon früh Interesse an Malerei und Bildhauerei. In seiner Kindheit und Jugend malte und zeichnete er immer wieder sporadisch, ohne dass er diese Tätigkeit jedoch weiterverfolgte.
Etwa 1967 begann er seine Freizeit ausschließlich mit Malen und Zeichnen zu verbringen, ohne dass dies in seinem privaten oder beruflichen Umfeld bekannt war. Später wurde die Zeichnung zu seinem bevorzugten Ausdrucksmittel. Die frühen Zeichnungen Sendreys zeigen kompliziert gearbeitete geometrischen Zeichen, die einen vollgepackten Bildraum schaffen, aus dem Figuren oder Gesichter hervortreten.
Nach zwölfjähriger intensiver Arbeit in der Abgeschiedenheit seiner Wohnung wagte er sich 1979 in der „Galerie du Fleuve“ in Paris zum ersten Mal mit einer Ausstellung an die Öffentlichkeit. Hier entdeckte ihn Michel Thévoz, der Direktor der Collection de l’Art Brut in Lausanne, und bezeichnete ihn später als seine wichtigste Entdeckung. Seine Arbeiten sind dem Prinzip der Serie und der Metamorphose unterworfen. Sie entstanden aus der Auseinandersetzung mit den verschiedenen Materialien, wie Acrylfarbe oder Gouachefarben oder Tusche auf Papier und Karton. Sie zeugen von seiner durch Besessenheit geprägten Arbeitsweise und seiner expressiven Freiheit.
Innerhalb eines Jahres fanden Sendreys Werke Aufnahme in alle wichtigen Sammlungen der Art Brut in Europa, so in die Collection de l’Art Brut in Lausanne, das Open art museum in St. Gallen, das Musée international d’art naïf Anatole Jakovsky in Nizza, L’Aracine in Lille, das Art et Marges Musée in Brüssel, La Fabuloserie in Dicy, das Museum Gugging in Wien und das Museum de Stadshof in Zwolle. Später gelangten seine Werke auch in Museen in den Vereinigten Staaten, unter ihnen das American Folk Art Museum in New York, das Milwaukee Art Museum und die Anthony Petullo Collection in Milwaukee.

## Musée de la Création Franche
Mit dem Eintritt in den Ruhestand gründete er 1989, in einem abbruchreifen Haus, das ihm die Stadt Bégles zur Verfügung stellte, die „Site de la Creation Franche“, wobei ihn Michel Thévoz unterstützte. Diese erhielt 1996 den Status eines städtischen Museums und führt seitdem den Namen „Musée de la Création Franche“.
Es fördert französische, autodidaktisch tätige Künstler und stellt, neben Künstlern der Art Brut, auch solche aus verwandten Gebieten der Kunst aus. Mit Ablauf des Jahres 2009 gab er die Leitung des Museums ab.
Am 22. Januar 2022 verstarb Gérard Sendrey im Alter von 94 Jahren.

## Gerard Sendrey Preis
Der Preis wird an der York University (Toronto) unter den Studenten des Stong College vergeben. Er wurde von Gerard Sendrey gestiftet, um herausragende Leistungen in den Bildenden Künsten zu würdigen. Der Preisträger wird unter den Teilnehmern der „Stong's Annual Student Show“ ermittelt.

## Ausstellungen
Zwischen seiner ersten Ausstellung in der „Galerie du Fleuve“ (Paris 1979) und der letzten Retrospektive im „Musée de la Création Franche“ (Bégles 12. Dezember 2009 – 24. Januar 2010) wurden seine Werke in zahlreichen Ausstellungen präsentiert, jedoch sind sie im deutschen Sprachraum kaum gezeigt worden.